# Веймер, Арнольд Тынувич
Арнольд Тынувич Ве́ймер (эст. Arnold Veimer; 20 июня 1903, Виймси (ныне в черте Таллина), Эстляндская губерния — 3 марта 1977, Таллин) — советский эстонский государственный деятель, учёный-экономист и организатор науки, Герой Социалистического Труда (1973).

## Биография
Родился в семье крестьянина-мельника. В 1922 году окончил Таллинскую мужскую гимназию и поступил на исторический факультет Тартуского университета. С 1919 года участвовал в рабочем движении, с 1922 года — член нелегальной Коммунистической партии Эстонии. В ноябре 1923 года был арестован и осуждён на 6 месяцев за коммунистическую деятельность, а затем на «процессе 149 коммунистов» в ноябре 1924 года осуждён на пожизненную каторгу. Амнистирован в 1938 году. После освобождения сразу же был призван на армейскую службу, также восстановился на заочном отделении Тартуского университета, который окончил в 1941 году (экономический факультет).
После установления советской власти в Эстонии активно включился в работу партийных и государственных органов. В 1940 году — главный редактор газеты «Рахва Хяэль», депутат и председатель (июль-август 1940) Верховного Совета Эстонии. В 1940—1942 годах — народный комиссар лёгкой промышленности Эстонской ССР. 12 января 1941 года также избран депутатом Верховного Совета СССР 1-го созыва. Руководил эвакуацией Таллина перед вступлением немецко-фашистских войск, покинул город 28 августа 1941 года.
В 1942—1944 годах — заместитель председателя, в 1944—1951 года — председатель Совета народных комиссаров (с 1946 года — Совета министров) Эстонской ССР.
В 1951 году снят с должности в ходе «борьбы с проявлениями буржуазного национализма» и назначен директором Института экономики и права Академии наук Эстонии, затем — директором Таллинского ремонтного завода. После смерти Сталина вернулся на работу в органы государственной власти. С 1954 года — заместитель министра сельского хозяйства Эстонской ССР, с 1957 года — председатель Совнархоза ЭССР, с 1965 года — заместитель председателя Совета министров ЭССР.
В 1957 году избран членом-корреспондентом, а 1967 — академиком АН ЭССР, в 1968—1973 годах — президент Академии наук Эстонской ССР. В этом качестве занимался в основном организаторской работой, научного вклада практически не имеет. Доктор экономических наук (1963), заслуженный деятель науки ЭССР (1973).
19 июня 1973 года А. Т. Веймеру указом Президиума Верховного Совета СССР присвоено звание «Герой Социалистического Труда» в вручением Ордена Ленина и медали «Серп и Молот» «за выдающиеся заслуги в развитии научных сил республики и в связи с семидесятилетием со дня рождения».
Избирался депутатом Верховного Совета СССР 1-3, 5-6 созывов (1941—1954, 1958—1966), Верховного Совета Эстонской ССР.
Оставил мемуары «Мечты и свершения» (1974).
Скончался 3 марта 1977 года в Таллине. Похоронен на Лесном кладбище.

## Награды
- Герой Социалистического Труда (19.06.1973)
- Медаль «Серп и Молот» (19.06.1973)
- Четыре Ордена Ленина (18.06.1946, 20.07.1950, 01.10.1965, 19.06.1973)
- Орден Октябрьской Революции (20.07.1971)
- Орден Отечественной войны I степени (01.02.1945)
- Два Ордена Трудового Красного Знамени (01.03.1958, 19.06.1963)
- Заслуженный деятель науки Эстонской ССР (1973)

Имя Арнольда Веймера носили морское научно-исследовательское судно АН ЭССР, улица в Таллине (ныне улица Кивила), Институт термофизики и электрофизики АН ЭССР, завод газоанализаторов в Выру. После распада СССР все эти объекты были переименованы.

## Семья
Родители — Тыну и Анна-Паулине Веймер. Имел трёх братьев. Один из братьев, Рудольф (1901—1925) был осуждён на «процессе 149-ти» и погиб в заключении. Другой брат, Бернхард (1906—1973) в 1940—1941 годах был директором Национальной библиотеки Эстонии.
Супруга — Надежда Тиханова-Веймер (ум. 1978).